# Eldenburg (Lenzen)
Eldenburg ist ein bewohnter Gemeindeteil der Stadt Lenzen (Elbe) des Amtes Lenzen-Elbtalaue im Landkreis Prignitz in Brandenburg.

## Geografie
Der Ort liegt drei Kilometer nordwestlich von Lenzen (Elbe) und 29 Kilometer westnordwestlich von Perleberg, dem Sitz des Landkreises Prignitz. Die Nachbarorte sind Moor im Norden, Zuggelrade und Bochin im Nordosten, Klein Sterbitz, Sterbitz und Rudow im Osten, Lenzen (Elbe), Ziegelhof und Bäckern im Südosten, Seedorf im Südwesten, Breetz im Westen, sowie Polz und Alt Eldenburg im Nordwesten.

## Geschichte und Sehenswürdigkeiten
Das Rittergut Eldenburg befand sich von 1465 bis 1719 im Besitz des Adelsgeschlechts von Quitzow. Dann folgten mehrere Besitzerwechsel, bis die gräfliche Linie, hier Georg Graf von Wangenheim (1780–1851), der Familie von Wangenheim die Begüterung übernahm. Graf Wangenheim, Besitzer von elf Gütern, zudem Domkapitular zu Havelberg, war mit Johanna von der Decken (Jg. 1786) verheiratet, Tochter des Ministers Claus von der Decken. Johanna und Georg von Wangenheim hinterließen keine Erben. Dann folgte die freiherrliche Linie dieses Adelsgeschlechts im Besitz der Eldenburg. Dem Klosterkammer-Direktor Freiherr Hermann von Wangenheim (1807–1899) gehörten vor 1880 etwa 779 ha. Davon waren 385 ha Forsten. Anfang der 1920er Jahre hatte das Rittergut des Adolf Freiherr von Wangenheim-Wake (1854–1936), dessen Familien-Hauptwohnsitz zwischen Eldenburg und dem niedersächsischen Gut Wake mehrfach wechselte, einen Umfang von 801 ha. Im Ort Eldenburg gab es zeitgleich noch den landwirtschaftlichen Betrieb des Hermann Wöhlert mit 16,5 ha.
Um 1600 wurde die Wasserburg zu einem Schloss ausgebaut, das 1949 abgerissen wurde. Der Quitzowturm genannte ehemalige Kerkerturm blieb stehen, ein spätmittelalterlicher Putzbau.

## In Eldenburg geboren
- Walrab von Wangenheim (1884–1947), ein deutscher Politiker (DHP, NLP) und Mitglied des Ernannten Hannoverschen Landtages